# Telestula ambigua
Telestula ambigua is een zachte koraalsoort uit de familie Clavulariidae. De koraalsoort komt uit het geslacht Telestula. Telestula ambigua werd in 1909 voor het eerst wetenschappelijk beschreven door Nutting. 